# BMW 3200 Michelotti Vignale
La BMW 3200 Michelotti Vignale est une étude de design du designer italien Giovanni Michelotti basée sur la BMW 507.

## Caractéristiques du véhicule

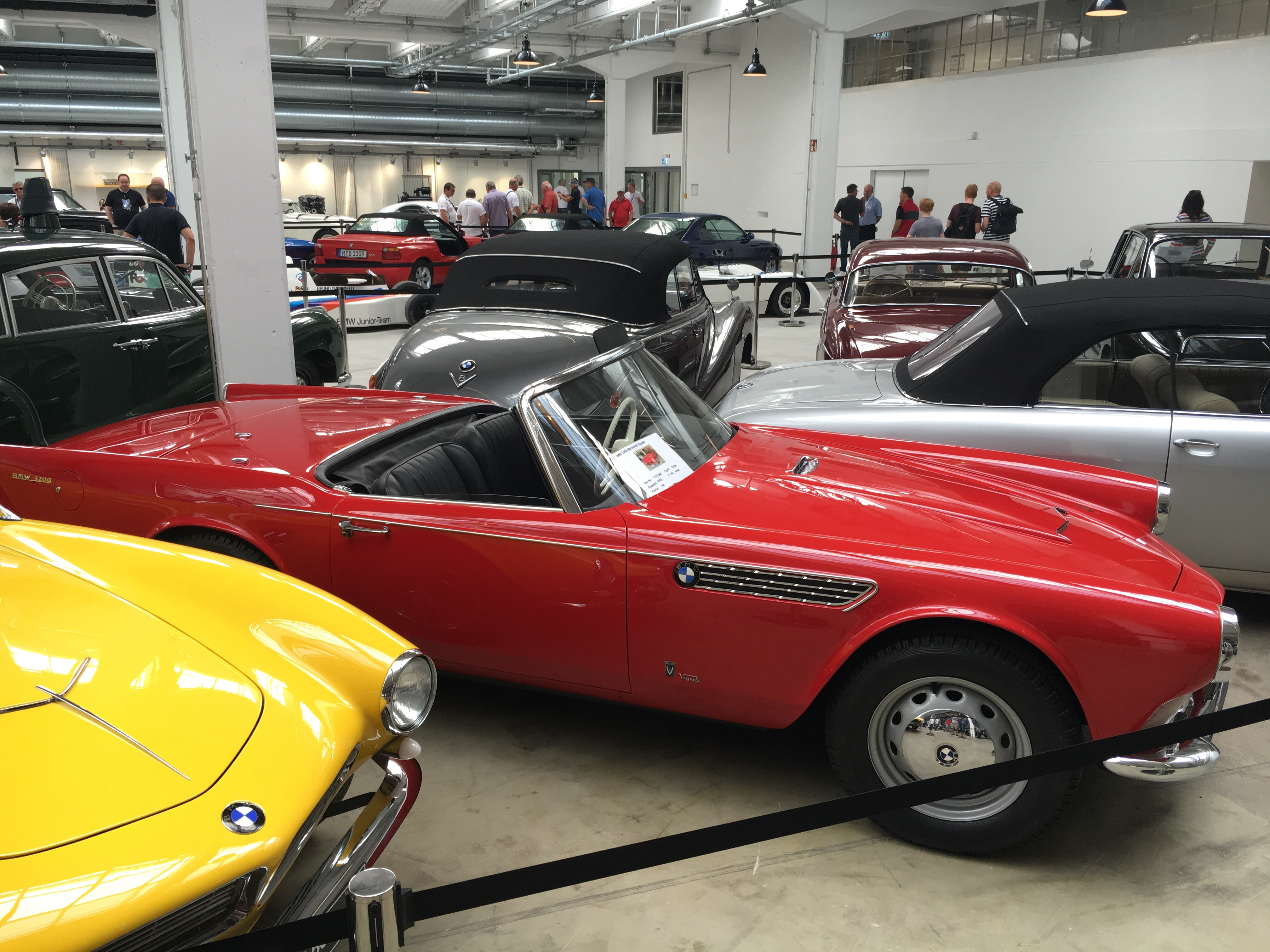
Vue latérale de la BMW 3200 Michelotti Vignale

Giovanni Michelotti s’est orienté vers le style américain de la fin des années 1950 lorsqu’il a conçu la carrosserie de la BMW 3200 Michelotti Vignale. Sergio Scaglietti a réalisé la carrosserie, et le modèle a été assemblé par le carrossier turinois Vignale,. Contrairement au modèle de série incurvé, la 3200 Michelotti Vignale est anguleuse avec des lignes droites et des ailerons prononcés. Le prototype était basé sur le châssis d’une BMW 507 portant le numéro de châssis 70184.
Le prototype peint en rouge-brun métallisé et avec un toit rigide a été présenté au Salon de l'automobile de Turin du 31 octobre au 11 novembre 1959.
Lorsque le véhicule a été vendu aux enchères chez Christie's le 21 avril 1986, il a été découvert qu’il appartenait au comte de Chichester de 1980 à 1986. La 3200 Michelotti Vignale a été achetée par le collectionneur américain Oscar Davis pour 50 760 £, qui l’a fait restaurer et peindre en rouge. Le Blackhawk Museum l’a probablement achetée en 2001, et elle était dans leur collection jusqu’à fin 2004, avant que BMW Classic ne reprenne la voiture,.